# Циркуляция векторного поля
Циркуля́цией ве́кторного по́ля по данному замкнутому контуру Γ  называется криволинейный интеграл второго рода, взятый по  Γ. По определению
{\displaystyle C=\oint \limits _{\Gamma }{\mathbf {F} d\mathbf {l} }=\oint \limits _{\Gamma }{(F_{x}dx+F_{y}dy+F_{z}dz)},}
где {\displaystyle \mathbf {F} =\{F_{x},F_{y},F_{z}\}} — векторное поле (или вектор-функция), определенное в некоторой области D, содержащей в себе контур Γ,
{\displaystyle d\mathbf {l} =\{dx,dy,dz\}} — бесконечно малое приращение радиус-вектора {\displaystyle \mathbf {l} } вдоль контура. Окружность на символе интеграла подчёркивает тот факт, что интегрирование производится по замкнутому контуру. Приведенное выше определение справедливо для трёхмерного случая, но оно, как и основные свойства, перечисленные ниже, прямо обобщается на произвольную размерность пространства.

## Свойства циркуляции

Свойство аддитивности циркуляции: циркуляция по контуру есть сумма циркуляций по контурам и, то есть

### Аддитивность
Циркуляция по контуру, ограничивающему несколько смежных поверхностей, равна сумме циркуляций по контурам, ограничивающим каждую поверхность в отдельности, то есть
{\displaystyle C=\sum \limits _{i}{C_{i}}.}

### Формула Стокса
Циркуляция вектора F по произвольному контуру Г равна потоку вектора {\displaystyle \operatorname {rot} \mathbf {F} } через произвольную поверхность S, ограниченную данным контуром.
{\displaystyle \oint \limits _{\Gamma }{\mathbf {F} d\mathbf {l} =\iint \limits _{S}{\operatorname {rot} }}\mathbf {F} \cdot \mathbf {n} dS,}
где {\displaystyle \operatorname {rot} \mathbf {F} =[\nabla ,\mathbf {F} ]=\left|{\begin{matrix}\mathbf {e} _{x}&\mathbf {e} _{y}&\mathbf {e} _{z}\\{\frac {\partial }{\partial x}}&{\frac {\partial }{\partial y}}&{\frac {\partial }{\partial z}}\\F_{x}&F_{y}&F_{z}\\\end{matrix}}\right|} — ротор (вихрь) вектора F.
В случае, если контур плоский, например лежит в плоскости OXY, справедлива теорема Грина
{\displaystyle \oint \limits _{\Gamma }{(F_{x}dx+F_{y}dy)}=\iint \limits _{\Gamma ^{\circ }}{\left({\frac {\partial F_{y}}{\partial x}}-{\frac {\partial F_{x}}{\partial y}}\right)dxdy},}
где {\displaystyle \Gamma ^{\circ }} — плоскость, ограничиваемая контуром {\displaystyle \Gamma } (внутренность контура).

## Физическая интерпретация

Физическая интерпретация циркуляции: Работа поля по замкнутому контуру

Если F — некоторое силовое поле, тогда циркуляция этого поля по некоторому произвольному контуру Γ есть работа этого поля при перемещении точки вдоль контура Г. Отсюда непосредственно следует критерий потенциальности поля: поле является потенциальным когда циркуляция его по произвольному замкнутому контуру есть нуль. Или же, как следует из формулы Стокса, в любой точке области D ротор этого поля есть нуль.
{\displaystyle \forall \Gamma \subset D:\oint \limits _{\Gamma }{\mathbf {F} (\mathbf {r} )d\mathbf {l} }=0\Leftrightarrow \forall \mathbf {r} \in D:\operatorname {rot} \mathbf {F} (\mathbf {r} )=\mathbf {0} .}

## Историческая справка
Термин «циркуляция» был первоначально введен в гидродинамике для расчета движения жидкости по замкнутому каналу.
Рассмотрим течение идеальной несжимаемой жидкости. Выберем произвольный контур Γ. Мысленно представим, что мы (мгновенно) заморозили всю жидкость в объеме, за исключением тонкого канала постоянного сечения, включающего в себя контур Γ. Тогда, в зависимости от первоначального характера течения жидкости, она будет либо неподвижной в канале, либо двигаться вдоль контура (циркулировать). В качестве характеристики такого движения берут величину, равную произведению средней скорости движения жидкости по каналу {\displaystyle u} на длину контура l:
{\displaystyle C=ul,}
поскольку именно скорость {\displaystyle u} установится в этом случае в итоге всюду в канале, а величина циркуляции C даст (обобщённый) импульс для жидкости единичной плотности, сопряженный (обобщенной) координате, характеризующей положение жидкости как целого в канале, соответствующей, несколько упрощая, положению одиночной «пылинки» в жидкости, измеренному по линейке, изгибающейся вдоль канала.
Так как при затвердевании стенок канала нормальная к контуру компонента скорости будет погашена (вообразим, что это происходит перед тем, как тангенциальная скорость в канале всюду становится одинаковой вследствие несжимаемости жидкости), жидкость по каналу будет сразу после затвердевания двигаться с тангенциальной составляющей исходной скорости {\displaystyle v_{\tau }}. Тогда циркуляцию можно представить в виде
{\displaystyle C=\oint \limits _{\Gamma }{v_{\tau }dl}=\oint \limits _{\Gamma }{\mathbf {v} d\mathbf {l} },}
где dl — элемент длины контура.
Позже понятие «циркуляция» было распространено на любые векторные поля, даже такие, в которых «циркулировать» в буквальном смысле нечему.